# Người Mỹ gốc Iraq
Người Mỹ gốc Iraq (tiếng Anh: Iraqi Americans, أمريكيون عراقيون) là những công dân Hoa Kỳ có nguồn gốc từ Iraq. Tính đến năm 2015, số lượng người Mỹ gốc Iraq là khoảng 145.279 người, theo Cục Thống kê Dân số Hoa Kỳ.
Theo Sở Nhập tịch và Nhập cư, 49.006 người Iraq sinh ra ở nước ngoài nhập cư vào Hoa Kỳ từ năm 1989 đến 2001 và 25.710 người nhập cư gốc Iraq nhập tịch từ năm 1991 đến 2001. Tuy nhiên, Điều tra dân số Hoa Kỳ năm 2000 báo cáo rằng có khoảng 90.000 người nhập cư sinh ra ở Iraq đang cư trú tại Hoa Kỳ.